# Clubiona scandens
Clubiona scandens là một loài nhện trong họ Clubionidae. Loài này được phát hiện ở Borneo.